# مارك بريسكو
مارك بريسكو (بالإنجليزية: Mark Briscoe)‏ هو مصارع محترف أمريكي، ولد في 17 يناير 1985 في لوريل في الولايات المتحدة.

## وصلات خارجية
- مارك بريسكو على موقع WrestlingData.com (الإنجليزية)
- مارك بريسكو على موقع CageMatch worker (الإنجليزية)
- مارك بريسكو على موقع قاعدة بيانات المصارعة على الإنترنت (الإنجليزية)
- مارك بريسكو على موقع عالم المصارعة على الإنترنت (الإنجليزية)